# Estação do Musée d'Orsay
A Estação do Musée d'Orsay é uma estação ferroviária francesa da linha de Invalides a Quai d'Orsay e da linha de Quai d'Orsay a Paris-Austerlitz, localizada no 7.º arrondissement de Paris. 
Ela é operada pela SNCF no subsolo da antiga Gare d'Orsay, estação monumental que foi durante 39 anos a estação cabeça de linha da Compagnie du chemin de fer de Paris à Orléans e que foi transformada em um museu dedicado à arte do século XIX, inaugurado em 1986 sob o nome de Museu de Orsay. O edifício foi classificado como monumento histórico em 1978. 

## Localização ferroviária
Esta estação está situada no ponto quilométrico 0,836 da linha de Quai-d'Orsay a Paris-Austerlitz. Sua altitude é de 27 metros. 

## História

### Antigo Palais d'Orsay
O Palais d'Orsay, iniciado em 1810, foi ocupado pelo Conselho de Estado no andar térreo a partir de 1840, reunido dois anos mais tarde pelo Tribunal de Contas no primeiro andar. Foi incendiado durante a Comuna de Paris, em 1871. 

### Gare d'Orsay

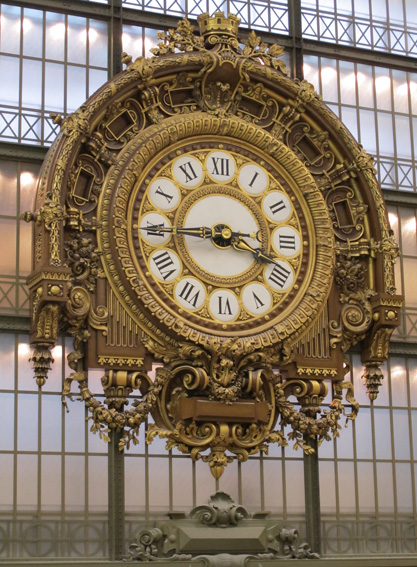
Grande relógio da Gare d'Orsay

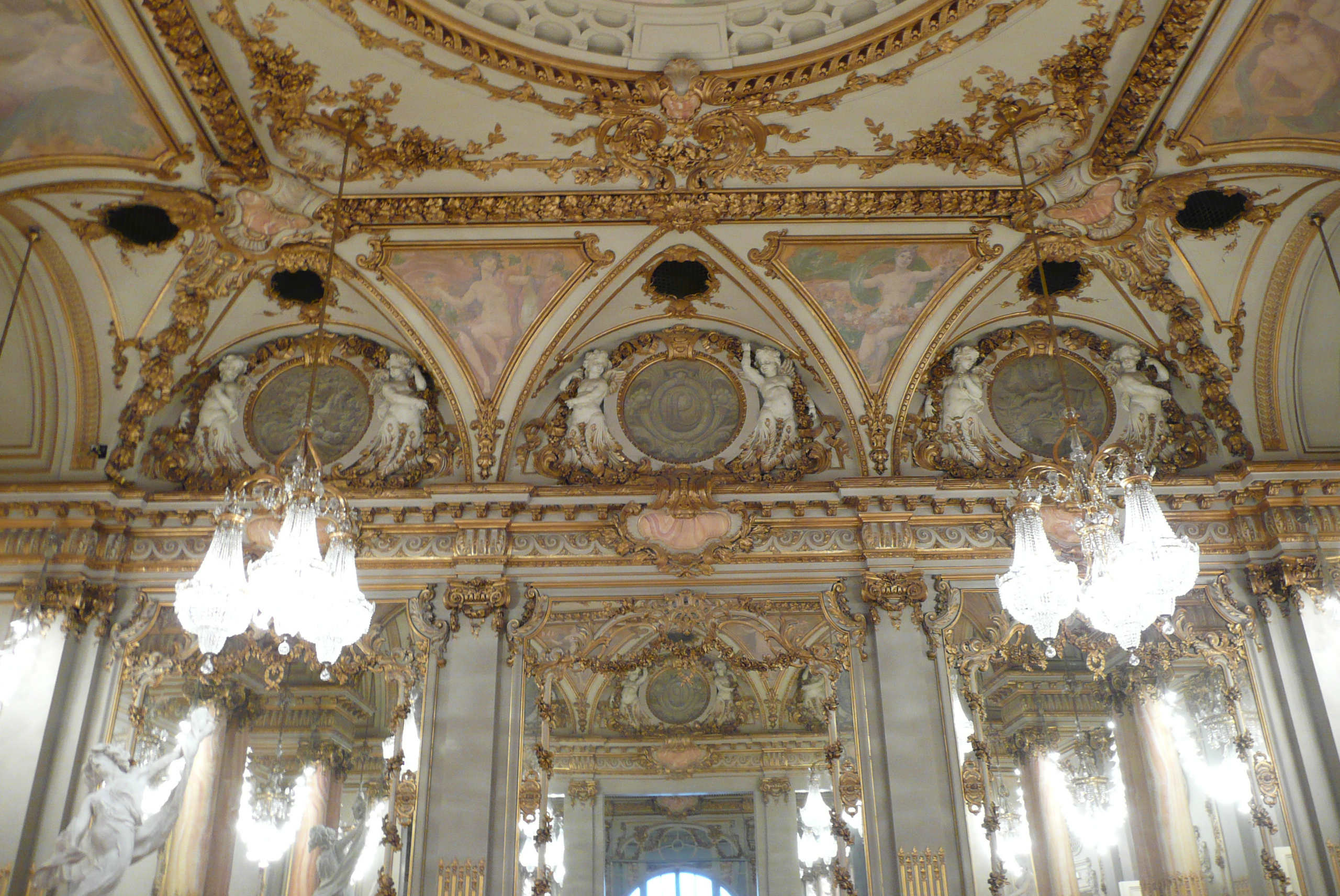
Antigo salão de baile do hôtel d'Orsay.

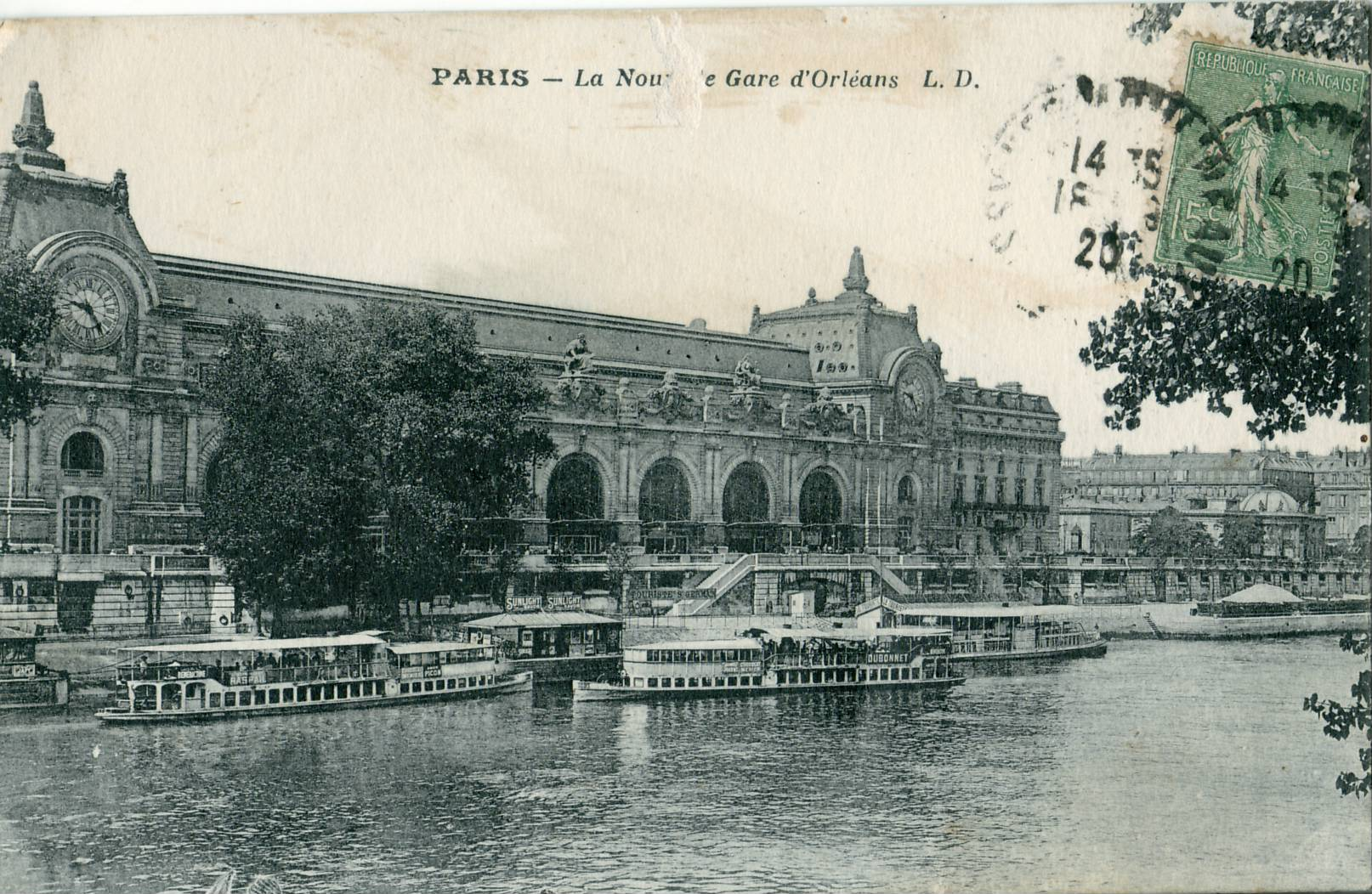
A Gare d'Orsay em 1920.

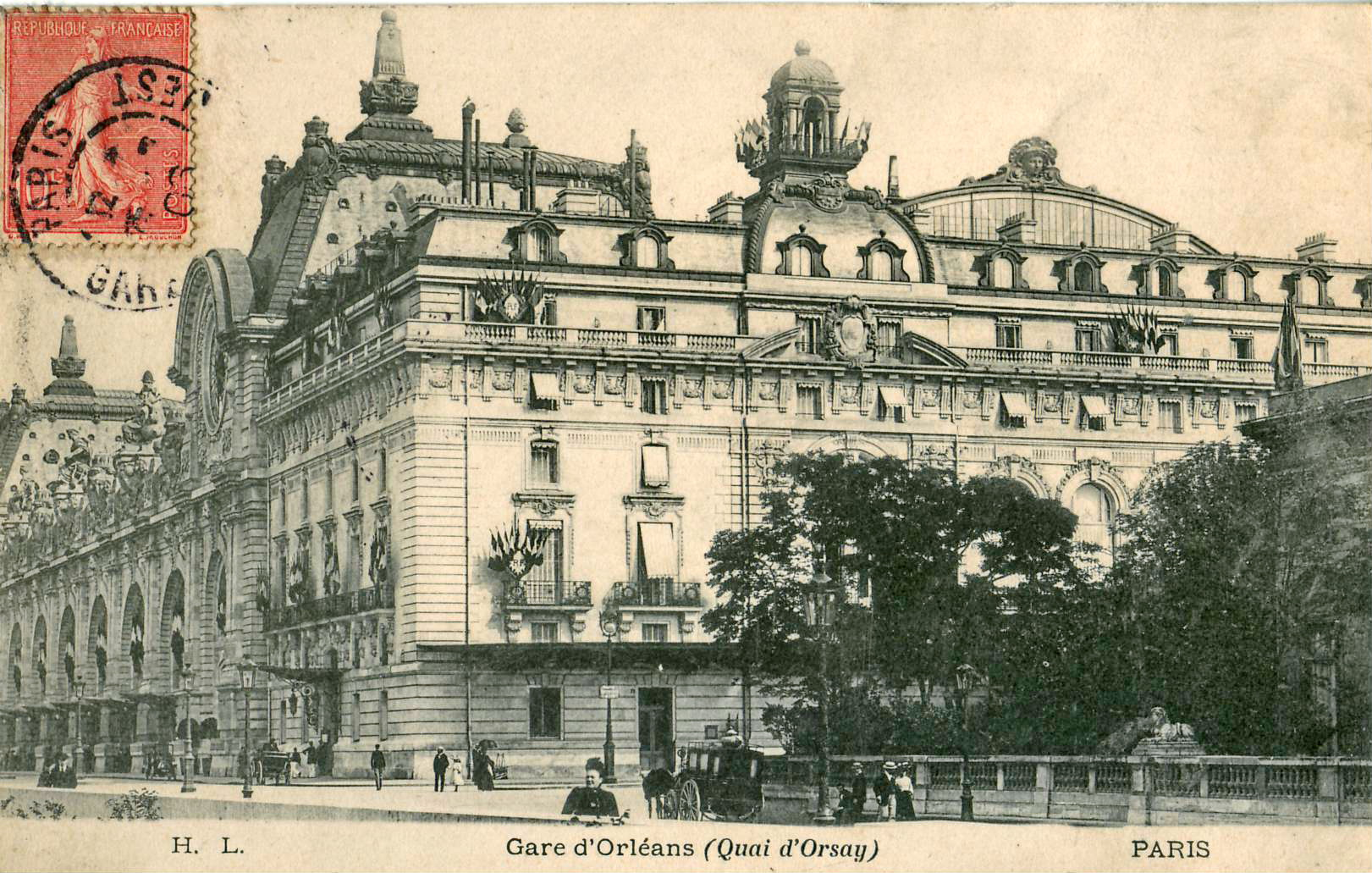
Ângulo da estação, por volta de 1905.

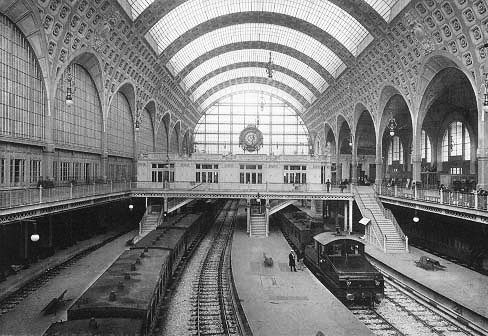
Tração elétrica na Gare d'Orsay no início do século XX.

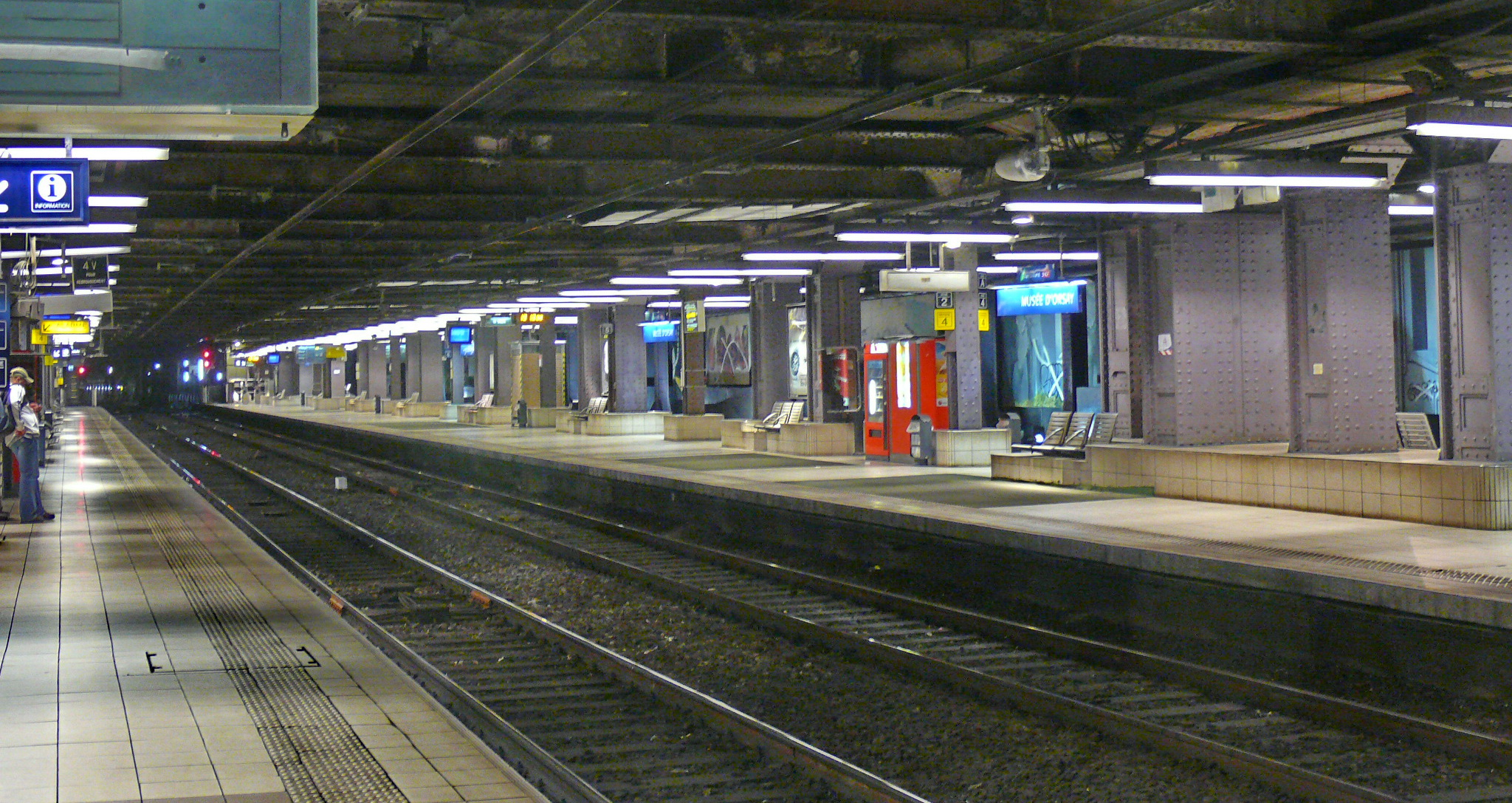
As plataformas da estação. Se distingue o perfil aéreo de contato, um trilho suspenso que assegura a alimentação elétrica dos trens.

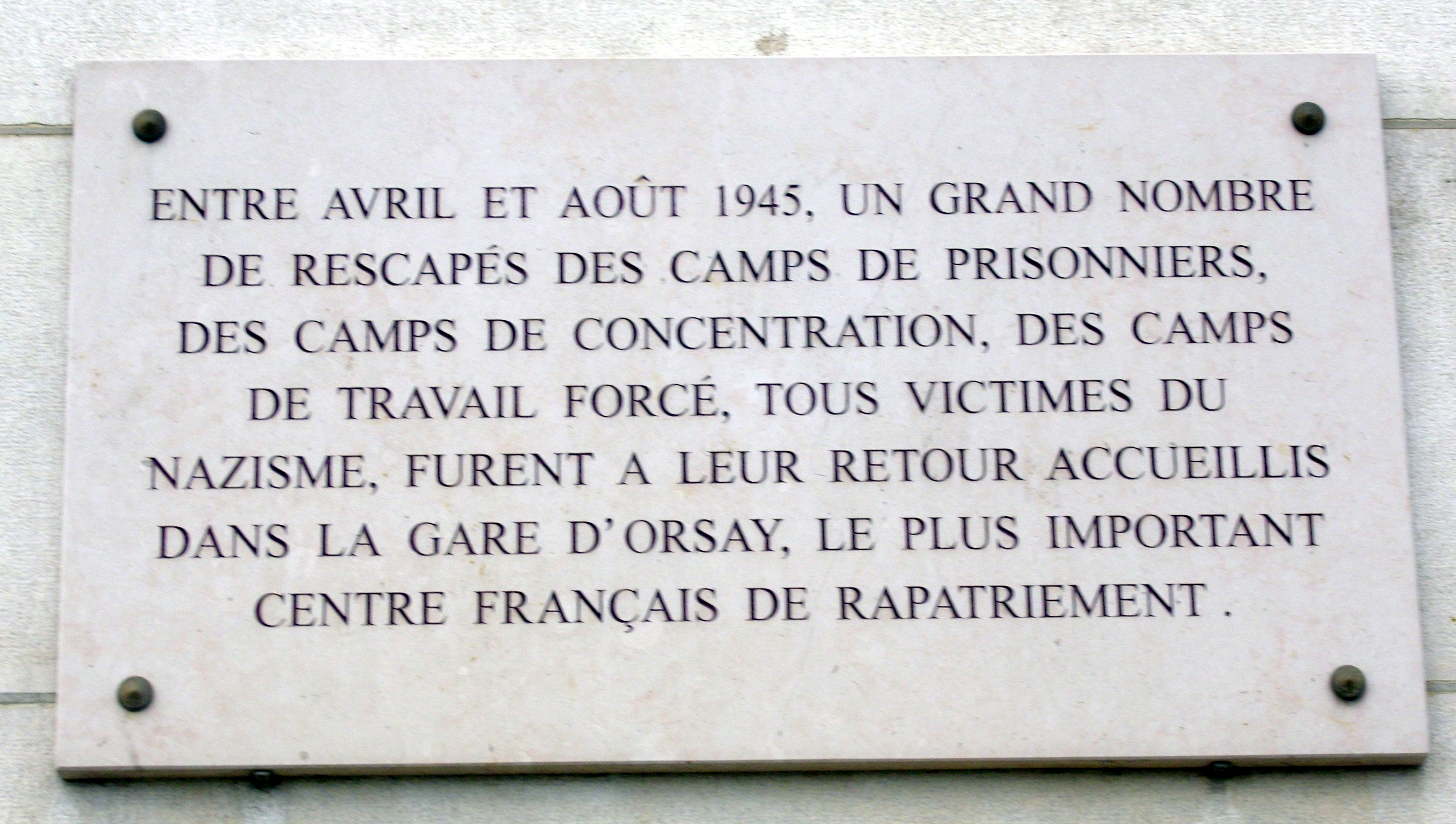
Placa na fachada lado Sena do edifício, place Henry-de-Montherlant, recordando o papel da estação em 1945.

Situada nas margens do Sena, no 7.º arrondissement de Paris, no atual Quai Anatole-France que anteriormente era a parte leste do Quai d'Orsay, a estação do Quai d'Orsay (depois Gare d'Orsay) se encontra a cerca de 600 metros a leste do Palácio Bourbon, próximo de muitos ministérios. 
A estação, o antigo terminal da Compagnie du chemin de fer de Paris à Orléans, teve a vocação original de receber os visitantes da Exposição Universal de Paris (1900), e as delegações estrangeiras que iam a Paris. Ele permitiu assim estender ao coração de Paris as linhas da Compagnie d'Orléans, que sofria com a posição periférica da Gare de Paris-Austerlitz. 
A nova estação deveria portanto representar o saber-como francês sem comprometer os cais do vizinho Sena, ao "bom gosto" e ao Academismo triunfante da época. Seu projeto foi então confiado ao arquiteto e primeiro Grand Prix de Roma, Victor Laloux, criador da Estação de Tours, que constrói este edifício, empregando um grande e ousado telhado de vidro com estrutura de metal que ele mascara com a ajuda de um paramento de pedra ricamente ornado. Três estátuas monumentais representam os três principais destinos servidos pela Compagnie d'Orléans: Bordeaux, Toulouse e Nantes; são respectivamente o trabalho de Jean-Baptiste Hugues, Laurent Marqueste e Jean-Antoine Injalbert. A extremidade oeste do edifício é ocupado pelo Hôtel Terminus com 370 quartos, cuja fachada esconde a empena metálica do grande salão das máquinas.
Vários artistas, além dos escultores, participaram da abundante ornamentação do edifício: Fernand Cormon (pinturas da sala de embarque), Pierre Fritel, Adrien Moreau-Néret, Gabriel Ferrier e Benjamin Constant (salões do hotel).
As obras foram feitas pelo empresário Léon Chagnaud, e a inauguração do conjunto teve lugar em 14 de julho de 1900 por ocasião da Exposição Universal.
A rica decoração dos caixotões de sua abóbada interior só foi possível com a condição de abrir a estação aos trens com tração elétrica (que o comprimento dos subterrâneos que precedem a estação também impõe). As locomotivas a vapor paravam na Gare d'Austerlitz, depois eram desacopladas e as locomotivas elétricas passam para a Gare d'Orsay.
Já na década de 1920 projetos de ligações com a estação de Invalides e a de Luxembourg foram previstos. Mas apenas uma isca de cerca de 300 metros para o Luxembourg foi construída e servirá mais tarde como uma gaveta para manobras na estação, e depois a partir de 1939 como uma garagem para os trens suburbanos. Com suas plataformas se tornando muito curtas para a evolução dos transportes ferroviários, o edifício viu sua função limitada ao tráfego de subúrbios em 1939. O tráfego das grandes linhas foi então transferido para a Gare d'Austerlitz.

#### Uma estação no sono
Em 1940, a estação serviu como plataforma de triagem para encomendas enviadas aos soldados franceses que lutaram contra a Alemanha.
Em 1945, no final da Segunda Guerra Mundial, o lugar foi requisitado como espaço de trânsito para os prisioneiros de guerra franceses retornando de Alemanha. Durante a década de 1950, apenas o acesso a algumas plataformas foi mantido para o tráfego suburbano, sendo o restante da estação descomissionado.

#### Algumas reutilizações
Seguindo o apelo de Abbé Pierre em 1954, a estação, renomeada "Gare de l'espoir", foi transformada em uma garagem para vendas de garagem para a "operação de limpeza". No início dos anos 1960, suas abóbadas abandonadas abrigaram filmagens incluindo a do Processo de Orson Welles depois de Kafka, serviu de local durante vários anos, ao Théâtre d'Orsay (desmontável) da companhia Renaud-Barrault e hospedou salas de vendas do Hôtel Drouot durante sua reconstrução. Os primeiros projetos de renovação da capital sob o Presidente Charles de Gaulle previram a sua demolição para dar lugar a um enorme hotel em vidro e de forma paralelepipédica (projeto Guillaume Gillet-René Coulon). Por sua parte, Le Corbusier também propôs construir no local uma barra de construção, enquanto que Jean Faugeron teve a ideia de uma torre. Mas os esforços para sua salvaguarda conseguiram salvá-la. A antiga estação foi inscrita no inventário suplementar dos monumentos históricos em 1973.

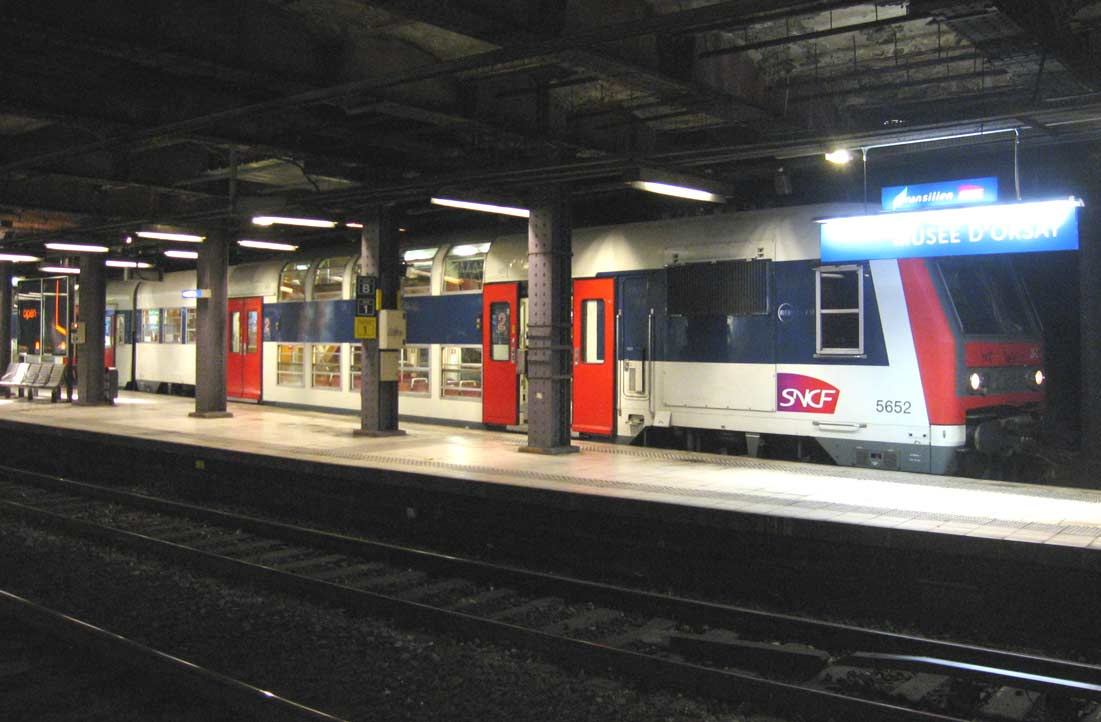
Um trem Z 5600 assegura um serviço SERI com destino a Saint-Quentin-en-Yvelines.

O final da década de 1970 marcou grandes mudanças para a estação de Orsay. Em 1979, a conclusão de um túnel com a estação de Invalides, situada a poucas centenas de metros, foi finalmente concluída. A estação de Orsay, tem apenas quatro vias por plataformas (em vez de uma dúzia) e se tornou uma estação subterrânea de passagem do RER C. O início das antigas pistas removidas torna-se durante a década de 1980 uma oficina para os comboios de obras do RER C, enquanto a isca para a estação de Luxembourg permanece um local de garagem dos trens no fim de semana.

### Museu de Orsay
O presidente da República Francesa Valéry Giscard d'Estaing queria transformar o edifício em um museu das artes do século XIX. Em concorrência frontal com o Museu do Louvre, rico em obras pictóricas da 1.ª metade do século XIX, foi decidido que o futuro Museu de Orsay seria uma extensão e um complemento. O período, indo de 1848 a 1914 foi decidido.

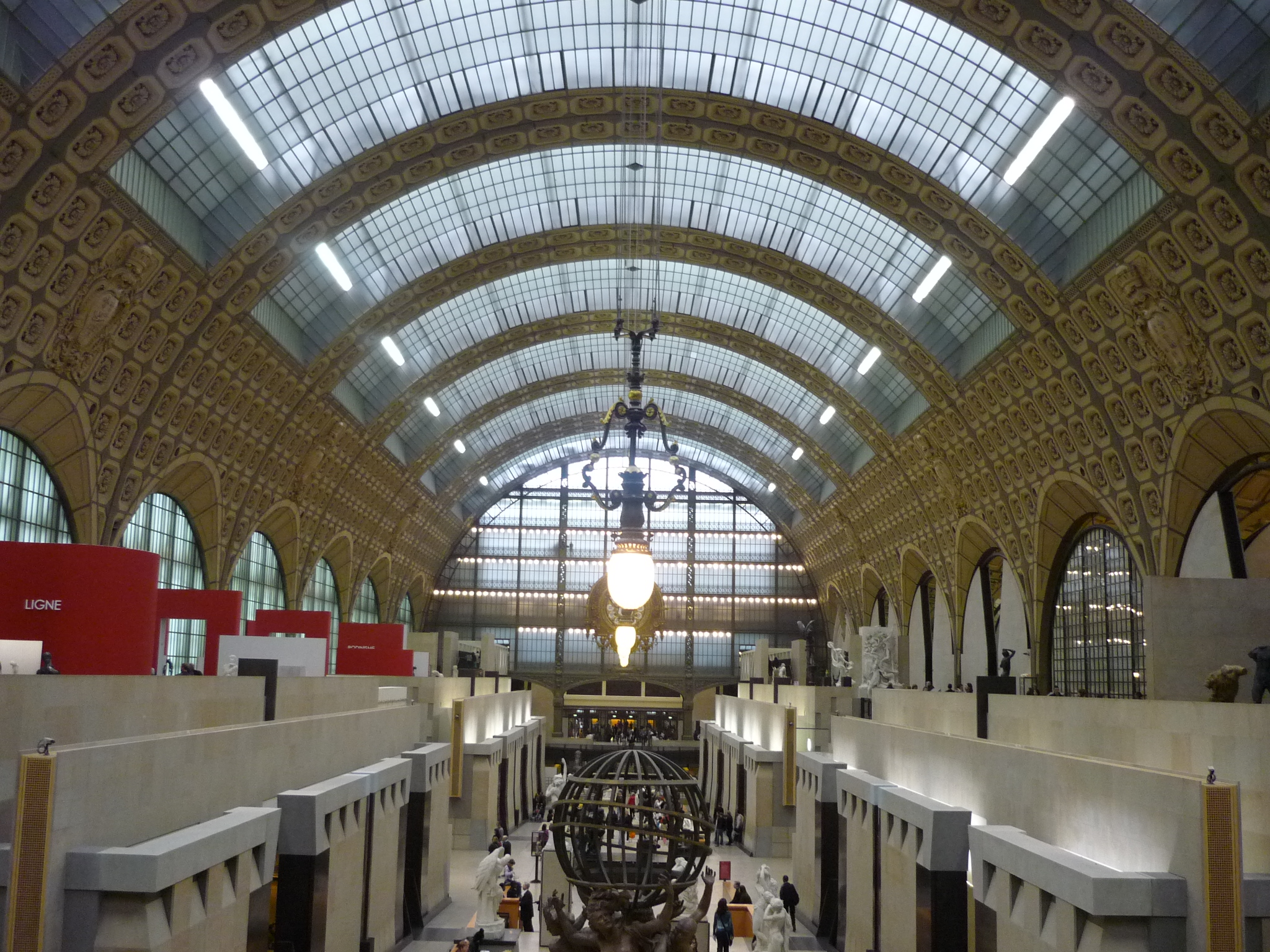
A estação se tornou um museu.

Após vários anos de dificuldades, organiza-se uma competição entre equipes que reúnem arquitetos e museógrafos. É a equipe do ACT Architecture, composta por Renaud Bardon, Pierre Colboc e Jean-Paul Philippon que foi encarregada da transformação da estação em museu. O designer de interiores Gae Aulenti também participou, especialmente para o design da grande galeria que recebe os visitantes. A eleição de François Mitterrand à presidência em 1981, não questiona por muito tempo um projeto que comece um programa dos grandes trabalhos. Os curadores do Museu de Orsay desejavam fazer da grande nave um lugar de diálogo entre as correntes inovadoras das artes plásticas (a começar por uma muito bela apresentação de obras impressionistas) e a arte considerada como "bombeiro". Se recusando a fazer uma escolha demasiado orientada para gostos peculiares ao nosso tempo, Orsay não oblitera os das gerações futuras. Um lugar importante é atribuído à escultura monumental, a arquitetura, as artes decorativas e a música, bem como a organização de muitas exposições temporárias.

## Serviços aos passageiros

### Entrada
Situada no 7 Quai Anatole France no 7.º arrondissement de Paris, a estação é aberta das 6 h 45 às 0 h 40 sem interrupção. Uma bilheteria para a compra de "bilhetes grandes linhas" é aberta das 8 h às 19 h 15. 

### Ligação
Em 2011, 7 840 passageiros tomaram o trem nesta estação a cada dia útil da semana. E 2012, aproximadamente 9 800 passageiros por dia foram contados nesta estação. 

### Correspondências
A estação é servida pelas linhas 24, 68, 69, 73, 84 e 94 da rede de ônibus RATP, pela linha de vocação turística OpenTour e, à noite, pela linha N01 da rede de ônibus Noctilien. 
A linha 12 do Metrô passa nas proximidades: estação Solférino a cerca de 250 metros de passagem para o sul na rue de Bellechasse. 

### Edifício
- "Projet de transfert de la gare terminus de la Compagnie d'Orléans, à Paris, de la place Valhubert au Quai d'Orsay", em Le Génie civil, 17 de outubro de 1896, tomo XXIX, n.º 25, n.º 749, p. 394–396 (ler online).
- A. Dumas, "La nouvelle gare terminus de la Compagnie d'Orléans au Quai d'Orsay, à Paris", em Le Génie civil, 11 de dezembro de 1897, tomo XXXII, n.º 6, n.º 809, p. 89–95 (ler online).
- Alfred Boudon, "La nouvelle gare terminus de la Compagnie d'Orléans. État actuel des travaux au Quai d'Orsay", em Le Génie civil, 19 de novembro de 1898, tomo XXXIV, n.º 3, n.º 858, p. 33–36 (ler online).
- Alfred Boudon, "Prolongement de la ligne d'Orléans de la place Walhubert au Quai d'Orsay. État actuel des travaux", Le Génie civil, 28 de outubro de 1899, tomo XXXV, n.º 26, n.º 907, p. 417–423 (ler online).
- A. Dumas, "Extensão da linha de Orleans em Paris. Gare du Quai d'Orsay", em Le Génie civil, 25 de janeiro de 1902, tomo XL, n.º 13, n.º 1024, p. 201–217 (ler online).

### Museu
- Caroline Mathieu (1986). Musée d'Orsay, Guide. [S.l.: s.n.] ISBN 9782711821297.